# J-FRIENDS
J-FRIENDS(제이-프렌즈)는 쟈니즈 사무소 소속의 칸사이 출신자가 있는 아이돌 그룹이 한신·아와지 대지진 때 자선 활동의 일환으로서 1997년 12월에 결성하여 2003년 3월까지 활동한 기간 한정 스페셜 유닛이다.

## 멤버
- TOKIO (죠시마 시게루·야마구치 타츠야·코쿠분 타이치·마츠오카 마사히로·나가세 토모야)
- V6 (사카모토 마사유키·나가노 히로시·이노하라 요시히코·모리타 고·미야케 켄·오카다 준이치)
- KinKi Kids (도모토 코이치·도모토 쯔요시)

1997년까지 데뷔하고 있던 사무소 소속 그룹 중에서, 칸사이 출신자가 있는(아래와 같이 참조), 이 3 그룹 TOKIO, V6, KinKi Kids가 유닛으로서 활동하게 되었다. 총원 13명. 최연장부터 죠시마 시게루(칸)→사카모토 마사유키→야마구치 타츠야→나가노 히로시→코쿠분 타이치→이노하라 요시히코→마츠오카 마사히로→나가세 토모야→도모토 코이치(칸)→모리타 고→도모토 쯔요시(칸)→미야케 켄→오카다 준이치(칸)
칸…칸사이 출신의 멤버

## 개요
1995년 1월 17일 한신·아와지 대지진때 자선 활동의 일환으로서 1997년 12월에 결성. 주로 매년 연말에 CD 발매나 쟈니즈 카운트다운 라이브를 실시해, 수익의 일부를 이재민 구제의 의연금으로써 기부하는 것과 동시에 모금 요청 같은 사회공헌 활동을 실시했다.
지진 재해 발생 당시의 초등학교 1학년이 의무 교육을 종료할 때까지를 기한으로 활동을 시작해 2003년 3월에 완료했다. 발매한 싱글·미니 앨범은 모두 오리콘 첫 등장 1위를 하였다.

## 작품
매회 호화로운 작가진이 악곡을 제공했다. 발매원은 작품마다 다르다. 싱글은 모두 초회 한정반과 통상반으로 2종류가 제작되어 각각 아티스트의 소속처에서 발매되었다(V6=avex, KinKi Kids=JE, TOKIO=SONY→UNIVERSAL J).

### 싱글
1. 明日が聴こえる/Children's Holiday (1998년 1월 21일)
내일이 들린다/Children's Holiday
2. Next 100 Years (1999년 12월 22일) 데모로 이나바 코지 가창판도 있다.
3. I WILL GET THERE (2000년 11월 29일) Boyz II Men의 커버.
4. ALWAYS (A SONG FOR LOVE) (2001년 12월 19일) 초회 한정반의 자켓은 뛰쳐나오는 그림책풍의 사양. 또, 초회 한정반과 통상반에서는 CD 라벨면에 쓰여진 멤버의 메시지가 차이난다.
5. Love Me All Over (2002년 12월 18일) 초회 한정반에는 멤버의 사진 첨부 트럼프나 요세가키 카드 같은 특전이 붙었다. 가라오케는 통상반만 수록.

### 미니 앨범
1. People Of The World (1999년 1월 13일)

### DVD·비디오
1. People Of The World (10만개 한정 생산) (1999년 6월 16일)
2. J-FRIENDS Never Ending Spirit 1997-2003 (2003년 4월 9일) - 쟈니즈 엔터테인먼트로부터 발매